# Conveni Econòmic

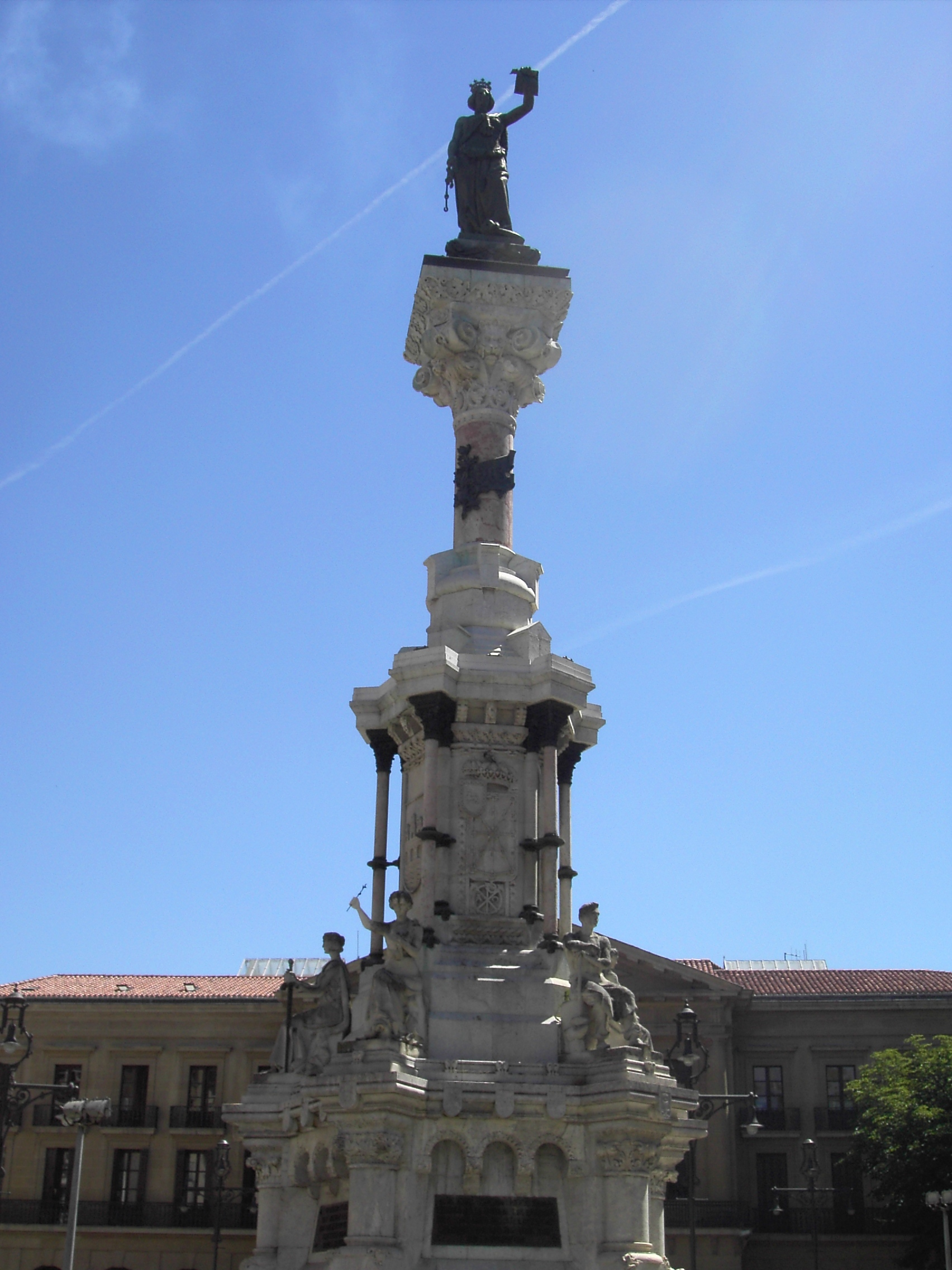
Monument a la defensa navarresa del pacte foral

El Conveni Econòmic és l'acord entre l'administració de la Comunitat Foral de Navarra i la central per a establir, d'una part, l'aportació al sosteniment de les càrregues generals de l'Estat, i d'una altra per harmonitzar el règim fiscal privatiu navarrès amb el general d'Espanya. El seu contingut és inalterable per les parts i només pot ser modificat per acord.

## Antecedents
La pràctica constitucional d'apel·lació del Rei al Reyno per obtenir els fons necessaris que interessaven al monarca, es va materialitzar després de la conquesta per Castella, en la potestat del Rei per convocar Corts. En la mateixa convocatòria se sol·licitava el donatiu o servei al Rei perquè fos aprovada de forma voluntària pel Reyno. Aquesta aprovació es donava quan eren esmenats els greuges i contrafurs que les Corts estimaven. Les Corts determinaven l'import.
Aquest caràcter voluntari i reparador de greuges va sofrir alts i baixos i va conèixer episodis extrems com la convocatòria de 1801, governant Godoy, declarat enemic del sistema foral, on només es va permetre la reunió de Corts per aprovar el donatiu.

## Evolució històrica
El Conveni Econòmic comença a gestar-se després de l'abolició del Regne. A partir de 1841 el donatiu foral adquireix caràcter obligatori i de càlcul objectiu. No obstant això el reconeixement detallat de les competències de Navarra i del caràcter paccionat de l'aportació, va ser gradual per part del poder central.
La Llei de Modificació de Furs de 1841 estableix en els seus articles del 16 al 24 diferents disposicions duaneres i fiscals que formen el germen material del Conveni: Les duanes es traslladen als Pirineus, el govern espanyol controla la venda de tabac a canvi de 87.537 reals per a Navarra, queda abolida la llibertat de comerç de sal per establir estanc que se cedeix a Navarra, així mateix s'estableix l'exempció d'ús de paper segellat i l'estanc per a pólvora i sofre. La contribució directa es xifra en 1.800.000 reals de velló, menys 300.000 per despeses de recaptació i fallida, més un variable, per culte i clergat, que s'apropava a 1.500.000.
L'ofensiva antiforal de Cánovas del Castillo després de la derrota del carlisme es va concretar en l'intent d'implantar a Navarra els impostos generals de l'estat. La Diputació Provincial s'hi oposà però va haver de cedir a la revisió de l'aportació, en l'anomenat Conveni de Tejada-Valdonsera, nom del negociador real. En 1877 l'aportació és fixada en 8.000.000 rals, això és, 2.000.000 ptes., unificant totes les contribucions, la directa i la variable. Aquesta revisió no va variar els plans centralistes: els pressupostos de l'estat de 1893 tornen a intentar establir la uniformitat fiscal. El projecte governamental va provocar una forta reacció institucional i popular a Navarra, moviment anomenat la Gamazada. Finalment no es va dur a terme la pretensió del govern d'Espanya.
Després de cinquanta anys sense modificacions, en 1927 s'aprova un nou Conveni Econòmic, en la dictadura de Primo de Rivera, reconeix per primera vegada el seu caràcter pactat i l'autonomia fiscal de Navarra. L'aportació va passar a 6.000.000 ptes., i es van establir normes harmonitzadores en diverses figures impositives. Es pot dir que és el primer Conveni Econòmic amb les característiques que el defineixen actualment.
En 1941 la situació creada per la Guerra Civil i la reforma tributària de Larraz en 1940 van obligar a harmonitzar la normativa fiscal i incrementar l'aportació a 21.000.000 ptes.
El Decret Llei 16/1969 és la nova adaptació durant el franquisme del Conveni, reforçant el règim privatiu foral, adaptant-lo a les reformes fiscals de 1957 i 1964. Va introduir la novetat de canviar la quantitat única de l'aportació econòmica per establir tres conceptes: Un fix de 230 milions de pessetes, un altre és una compensació anual dels rendiments de l'Impost General sobre el Tràfic de les Empreses i l'Impost de Luxe i finalment una compensació pel desgravament per exportació que realitzaven les empreses que tributaven a Navarra i abonava l'estat.
El Conveni actualment vigent es va aprovar el 26 de desembre de 1990 mitjançant la Llei 28/1990, conseqüència de diversos factors com és l'aplicació de l'article 45 de la LORAFNA, l'evolució haguda en el Concert basc de 1981 i la necessària harmonització amb les reformes fiscals espanyoles. Aquest conveni ha estat objecte de modificacions el 1998, 2003, 2007 i 2011.

## Principals elements del conveni de 1990
Els elements harmonitzadors generals són:
1. Adequar-se en terminologia i conceptes a la Llei General Tributària

1. Establir i mantenir una pressió fiscal efectiva global no inferior a l'existent en la resta de l'Estat.

1. Respectar i garantir la llibertat de circulació i establiment de les persones, béns, capitals i serveis en tot el territori espanyol

1. Utilitzar la mateixa classificació d'activitats econòmiques que en territori comú per facilitar l'intercanvi d'informació.

Les regles harmonitzadores, o punts de connexió, limiten la sobirania de les administracions competents i determinen la manera d'atribució dels subjectes passius i els fets imposables:
| Fet Imposable                        | Punt de connexió                                                                                        |
| ------------------------------------ | --- |
| Impost sobre la Renda                | En el domicili habitual del subjecte passiu                                                             |
| Retencions                           | En el domicili de qui paga la percepció                                                                 |
| Imposto de Societats                 | En el domicili de gestió i direcció dels negocis o domicili fiscal si no és possible establir el primer |
| Impost sobre el Valor afegit         | En el domicilio fixat per a l'impost de societats                                                       |
| Impostos especials                   | On radiquin les fàbriques o dipòsits fiscals                                                            |
| Impost sobre Successions i Donacions | Els mobles al domicili del subjecte passiu i els immobles on es trobin                                  |

Si el subjecte passiu realitza operacions a ambdós territoris i supera la xifra de negocis de 7 milions d'euros, import vigent que s'ha anat incrementant des de 1990, ha d'establir una xifra relativa de tributació en ambdues administracions en la proporció que marca la xifra de negocis obtinguda a cada territori. La localització de les operacions té diferències segons el sector econòmic.
En l'estat espanyol existeixen cinc administracions fiscals: La de Navarra, la de règim comú i les tres dels territoris forals concertats. El Conveni Econòmic només harmonitza la relació de Navarra i el règim comú, sense que existeixi cap instrument similar que protocolitzi la relació entre Navarra i les Diputacions Forals, per a aquestes relacions ha d'aplicar-se el que es disposa en aquest Conveni.
Es renova la institució de la Junta Arbitral ja existent en Convenis anteriors amb l'encàrrec de resoldre les possibles diferències d'interpretació entre ambdues administracions. Aquest organisme es va crear en el Conveni de 1927.
Per determinar l'Aportació Econòmica ha d'atendre's, en primer lloc, a les despeses totals de l'Estat, d'entre ells se separen les càrregues no assumides, per tractar-se de competències exclusives de l'estat, i càrregues assumides que corresponen a competències que ja exerceix la Comunitat Foral. Les càrregues no assumides es multipliquen per un índex d'imputació resultant l'Aportació íntegra.
Aquest índex d'imputació està establert en l'1,6% en considerar-se com la proporció de generació de renda de Navarra sobre la general de l'Estat. S'han publicat diversos mètodes de càlcul però en definitiva el seu import és més polític que no pas economètric. La proposta del Parlament Foral era de l'1,35% i la proposta del Ministeri d'Hisenda de l'1,62%.
Finalment a l'Aportació íntegra se li realitzen una sèrie d'ajustos financers i compensacions convingudes per determinar l'Aportació líquida.
A causa de la complexitat els càlculs, aquests es realitzen cada cinc anys i els següents anys només s'actualitzen. Els anys del càlcul s'anomenen anys base.
Vegem l'exemple de dos anys base on es pot comprovar l'evolució haguda en l'assumpció de competències i en els tributs no convinguts.
| Milers d'€                                      | 2000        | 1990       |
| Pressupostos d'estat: Total despeses            | 139.292.122 | 76.295.536 |
| Pressupostos de l'estat: Càrregues no assumides | 64.618.117  | 21.375.470 |
| Aportació íntegra: 1,6%                         | 1.033.890   | 878.721    |
| Compensacions                                   | 672.947     | 507.128    |
| Aportació líquida                               | 360.943     | 371.593    |
| ----------------------------------------------- | ----------- | ---------- |

Evolució de l'Aportació Econòmica en els darrers anys publicats pel Departament d'Economia i Hisenda del Govern de Navarra:
| Aportació Económica (Milers de €) | 2006      | 2007      | %  | 2008      | %     | 2009      | %      |
| Transferències a l'Estat          | 583.967   | 707.258   | 21 | 703.991   | (0,5) | 613.283   | (12,8) |
| Total despeses executades         | 3.699.844 | 4.294.301 | 16 | 4.402.455 | 2,5   | 4.372.680 | (0,6)  |
| --------------------------------- | --------- | --------- | -- | --------- | ----- | --------- | ------ |

## El concert econòmic
El Concert Econòmic de les Diputacions Forals té una concepció i un origen històric diferent al Conveni. No obstant això després de la recuperació del mateix després de la Constitució de 1978, des de l'administració central s'està realitzant un procés metodològic convergent de tots dos instruments tant en punts de connexió com en el mètode de càlcul del Contingent i l'Aportació, segons les denominacions del Concert i del Conveni respectivament.
El Concert neix després de ser suprimits els drets forals del País Basc el 1878 per reial decret del govern de Cánovas del Castillo en finalitzar la guerra carlina. Van ser nombroses les ocasions de renovació: 1894, 1906, 1925, en cadascuna s'assentava i afermava.
Franco va suprimir el Concert per als territoris de Biscaia i Guipúscoa mitjançant Reial decret de data 23 de juny de 1937 per la seva condició de Províncies traïdores al Moviment Nacional. Va seguir vigent el Concert amb Àlaba.
La Llei 12/1981 de 13 de maig posa en vigor el Concert Econòmic amb la Comunitat Autònoma del País Basc, actualment vigent, que estableix els paràmetres fonamentals que es repetiran en el Conveni Econòmic de 1990.